# Walterschen
Walterschen település Németországban, Rajna-vidék-Pfalz tartományban. Lakosainak száma 161 fő (2023. december 31.).

## Népesség
A település népességének változása:
| Lakosok száma | 113  | 139  | 138  | 155  | 162  | 161  |
|               | 1975 | 2017 | 2019 | 2021 | 2022 | 2023 |